# Xiaomi
A Xiaomi Inc. (kínai: 小米科技, pinjin: Xiǎomĭ Kējì, magyaros: Hsziaomi Kocsi; teljes neve: 北京小米科技有限责任公司, Pejcsing Hsziaomi Juhszien Cözsen Kungsze (Běijīng Xiǎomǐ Kējì Yǒuxiàn Zérèn Gōngsī)) kínai elektronikai vállalat, melynek székhelye Pekingben található. Nevének jelentése szó szerint „rókafarkú köles”.
A Xiaomi okostelefonokat, alkalmazásokat és fogyasztói elektronikai termékeket tervez, gyárt és értékesít. Első okostelefonja 2011 augusztusában került piacra, azóta a Xiaomi jelentős piaci részesedést szerzett Kínában, és házvezérlő rendszerek (okosotthon) gyártásával is foglalkozni kezdett.
A cég Kínán kívül is terjeszkedik, Malajziába, Szingapúrba, Indiába, Indonéziába és a Fülöp-szigetekre.
Az IDC szerint 2014-ben a Xiaomi a világ harmadik legnagyobb okostelefon-gyártója volt, a Samsung és az Apple mögött, megelőzve a Lenovo-t és az LG-t. Ugyancsak 2014-ben a Xiaomi a legnagyobb okostelefon-szállító lett Kínában, megelőzve a Samsungot.
A Xiaomi termékeit a Foxconn és az Inventec gyártja.

## Története
A Xiaomit 2010. április 6-án tíz partner alapította meg. Az első befektetők között volt a Temasek Holdings szingapúri állami tulajdonú befektetőcég, illetve a kínai IDG Capital és Qiming Venture Partners befektetőcégek, valamint a processzorfejlesztéssel foglalkozó Qualcomm.
2010. augusztus 16-án a Xiaomi hivatalosan is kiadta saját fejlesztésű, Android alapú operációs rendszerének, a MIUI-nak első verzióját. Az operációs rendszer, amely később megjelent készülékeiket is üzemelteti, legelső termékük volt, amelyet egy online létrehozott közösség segítségével bétateszteltek. A Xiaomi Mi 1 okostelefont 2011 augusztusában jelentették be, és amelyet a saját fejlesztésű MIUI rendszerrel szállítottak, mely bizonyos mértékben hasonlóságot mutat a Samsung TouchWiz rendszerével és az Apple iOS rendszerével. Az okoseszközre alap Android rendszer is telepíthető volt.
2012 augusztusában a vállalat piacra dobta az Mi2 okostelefont, amelybe a Qualcomm Snapdragon S4 Pro APQ8064 egylapkás rendszerét (SoC), a Krait 1,5 GHz-es négymagos chipjét, 2 GB RAM-ot és az Adreno 320 GPU-t építették be. 2013. szeptember 24-én a vállalat bejelentette, hogy a megelőző 11 hónap során több mint 10 millió Mi2 telefont értékesítettek. Az Mi2 okostelefonokat az Egyesült Államokban, Európában, az Egyesült Királyságban, Ausztráliában és Új-Zélandon a Mobicity vállalat értékesítette.
2013. szeptember 5-én a Xiaomi vezérigazgatója, Lei Jun hivatalosan bejelentette, hogy a vállalat egy Android alapú 47 hüvelykes, 3D-képes okostelevíziót készül piacra dobni, amelyet a Sony alvállalkozója, a tévégyártással foglalkozó Wistron Corporation tajvani vállalat gyárt majd le. 2013 szeptemberében bejelentették az Mi3 okostelefont, amelyet már a Snapdragon 800 rendszere, illetve az Nvidia Tegra 4 chipsetje üzemeltetett. 2013. szeptember 25-én a Xiaomi bejelentette, hogy megnyitják első ügyfélszolgálati központjukat Pekingben. Ez év októberére a Xiaomi már az ötödik legnépszerűbb okostelefon-branddé vált. 2013-ban összesen 18,7 millió eszközt értékesítettek, 2014 első felében pedig 26,1 milliót.
2014-ben a Xiaomi bejelentette, hogy Kínán kívül is terjeszkedni kezd, elsőként Szingapúrban. A nemzetközi műveletek irányításáért felelős központot is a városállamban alakították ki, minden jövőbeni a régióban végzett tevékenység irányítására. Ez év február 21-én a vállalat piacra dobta Szingapúrban a Redmi okostelefont, március 7-én pedig az Mi3 okostelefont. Szingapúrt követően a Xiaomi terjeszkedni kezdett Malajziában, a Fülöp-szigeteken és Indiában is, a tervek között pedig szerepel a belépés olyan piacokra, mint Indonézia, Thaiföld, Oroszország, Törökország, Brazília és Mexikó. 2014. március 17-én bejelentették a RedMi Note eszközt (egyes ázsiai piacokon HongMi Note néven). AZ eszközbe egy 5,5 hüvelykes, OGS technológiával felszerelt HD kijelzőt építettek, illetve a MediaTek nyolcmagos processzorát. A RedMi Note két változatban érhető el, az egyik 1 GB RAM-mal és 8 GB beépített tárhellyel, illetve a másik 2 GB RAM-mal és 16 GB beépített tárhellyel.
A phablet március 19-től vált előrendelhetővé a Tencent mobilapplikációján keresztül. 2014 áprilisában a Xiaomi megvásárolta az mi.com domaint 3,6 millió dollárért, ezzel a Kínai piacon valaha megvásárolt legdrágább domain név rekordját beállítva. Az Mi.com a xiaomi.com-ot váltotta fel mint a Xiaomi hivatalos weboldala. 2014 második negyedévében a Xiaomi 15 millió eszközt adott el, ezzel 14 százalékos részesedést érve el a kínai piacon és egyben megelőzve a Samsungot, amely a negyedév során 13 millió eszközt értékesített. 2014 júliusáig összesen 57,36 millió eszközt értékesítettek. 2014 novemberében a Xiaomi bejelentette, hogy 1 milliárd amerikai dollárnak megfelelő összeget fektetnek a televíziós tartalomgyártásba.
2014 decemberében a Xiaomi lezárta következő sajáttőke-finanszírozási kört, mely során a hongkongi All-Stars Investment Limited technológiai befektetési alapon keresztül 1 milliárd dollárt vontak be. A cég értékét ekkor 45 milliárd dollárra becsülték, így a világ egyik legértékesebb magántulajdonban álló vállalatává vált.
2015 áprilisában a Xiaomi bejelentette, hogy két indiai e-kereskedelmi oldalon keresztül is elérhetővé teszi Mi készülékeit, illetve első alkalommal offline viszonteladókon keresztül is bevezetik azokat a piacra. A vállalat a Flipkart viszonteladóval kötött exkluzív partnerség révén lépett be az indiai piacra.
2015. április 23-án Lei Jun vezérigazgató és Hugo Barra alelnök közösen jelentették be, hogy bevezetik az indiai piacra a cég legújabb zászlóshajóját, az Mi 4i eszközt. Az Mi 4i az első telefon volt, amelyet legelőször Indiában jelentettek be és a cég szerint az indiai piacon tapasztalható keresletnek és igényeknek megfelelően tervezték meg. Ugyanekkor jelentették be az Mi Band terméket is.
2015. június 30-án a Xiaomi a brazil piacra is belépett a helyben gyártott Redmi 2 eszközzel.

## Marketing
A Xiaomi eleinte nem alkalmazott hagyományos reklámstratégiát, termékei népszerűsítéséhez a közösségi hálózatokat vette igénybe és vásárlóira támaszkodott (szájreklám; word-of-mouth). A cégnek sokáig üzletei sem voltak, kizárólag az interneten értékesítették a termékeket. A Xiaomi stratégiájához tartozik, hogy figyelik a vásárlói visszajelzéseket az online közösségekben, és ezek alapján akár azonnal (néhány nap alatt) változtatnak a szoftveren vagy a hardveren.

## Termékek

### Xiaomi Mi-széria
2015 januárjáig a Xiaomi Mi-széria volt a vállalat zászlóshajója a mobiltelefonok piacán. A termékvonal legújabb darabja a Xiaomi Mi 6, amit 2017. április 19-én mutattak be. A telefont a Qualcomm legújabb chipsetje hajtja, a Snapdragon 835. Az előző modell a  Xiaomi Mi5, amelyet a 2016-os barcelonai MWC-n mutattak be. A készülék ráncfelvarrást is kapott a Mi 5S és a Mi 5S Plus személyében. A Mi 5-öt egy Qualcomm Snapdragon 820 chipset hajtja meg Adreno 530 grafikus gyorsítóval, a Mi 5S/5S Plust a Snapdragon 821, a 820 emelt órajelű változata hajtja meg. A széria egyik előző darabja, a Xiaomi Mi 3 egy módosított Qualcomm Snapdragon 800 egylapkás rendszerével volt felszerelve és az Antutu, a Quadrant és a Geekbench applikációk segítségével elvégzett benchmark tesztek alapján piacra dobása idején a világ leggyorsabb Android alapú okostelefonja volt.
A Xiaomi Mi 4-ben, melyet 2014. július 22-én jelentettek be Pekingben egy Qualcomm Snapdragon 801 rendszer, 4 GB RAM és a 8 megapixeles előlapi kamera kapott helyet, a telefon külső vázát pedig optimalizálták.
A széria megjelent darabjai:
- Xiaomi Mi 1
- Xiaomi Mi 1S
- Xiaomi Mi 2
- Xiaomi Mi 2A
- Xiaomi Mi 2S
- Xiaomi Mi 3
- Xiaomi Mi 4
- Xiaomi Mi 4c
- Xiaomi Mi 4s
- Xiaomi Mi Note
- Xiaomi Mi Note Pro
- Xiaomi Mi 5
- Xiaomi Mi 5S/5S Plus
- Xiaomi Mi Mix
- Xiaomi Mi Note 2
- Xiaomi Mi 5C
- Xiaomi Mi Max
- Xiaomi Mi 6
- Xiaomi Mi Max 2
- Xiaomi Mi Max 3
- Xiaomi Mi Note 3
- Xiaomi Mi Mix 2
- Xiaomi Mi Mix 2S
- Xiaomi Mi 8, MI 8 Explorer Edition, Mi 8 SE
- Xiaomi Mi 9, Mi 9 SE, Mi 9 Lite
- Xiaomi Mi 9t, Mi 9t pro
- Xiaomi Mi 10, Mi 10 Pro
- Xiaomi Mi 10t, Mi 10t pro, Mi 10t lite
- Xiaomi Mi 11, Mi 11 pro, Mi 11 ultra, Mi 11 lite 4g, Mi 11 lite 5g, Mi 11i
- Xiaomi 11 Lite 5G NE
- Xiaomi 11T, 11T Pro
- Xiaomi 12X
- Xiaomi 12 / Pro / Lite
- Xiaomi 12S / Pro / Ultra

Android One széria:
- Xiaomi Mi A1
- Xiaomi Mi A2
- Xiaomi Mi A2 Lite
- Xiaomi Mi A3

### Redmi-széria, Redmi note
A Xiaomi másik okostelefon-szériája a Redmi, amelynek második darabja, a Redmi Note már egy phablet eszköz. Indiában a Redmi Note három változatban érhető el, egy 4G, egy 3G illetve egy LTE hozzáféréssel bíró variánsban. A Redmi Note először csak a Flipkart rendszerén keresztül volt megrendelhető, 2015. április 7-én azonban a Xiaomi bejelentette, hogy értékesítése érdekében partnerségre léptek az Amazon.com-mal és a Snapdeallel is.
A Xiaomi 2015. augusztus 13-án jelentette be a Redmi Note utódjait, a Redmi Note 2 és Redmi Note 2 Prime eszközöket. A Redmi Note 2-ben egy javított 64 bites Mediatek Helios X10 chipset, 2 GB RAM és egy 13 megapixeles, a Samsung által gyártott kamera található. A vállalat állítása szerint a kamera 0,1 másodperc alatt képes a fókuszálásra. A Redmi Note 2 vékonyabb és könnyebb is, mint elődje. Az eszköz 16 és 32 GB beépített memóriával rendelkező változatban érhető el. A Redmi Note 2 Prime változatban 4G LTE elérés és valamivel erősebb processzor található. A telefonon a vállalat saját fejlesztésű rendszerének legújabb verziója, a MIUI 7 fut.
2016 júliusában mutatták be a Xiaomi Redmi Pro-t, mely a gyártó első dupla hátlapi kamerás készüléke. A telefont a MediaTek X20 és X25-ös SoC-i hajtják meg.
A Redmi Note eszközöket korábban kizárólag a Flipkarton keresztül, villámakciókon keresztül értékesítették. Az első ilyen akció alkalmával, 2014. december 2-án a raktáron lévő 50 ezer telefont 6 másodperc alatt adták el.

### Mi Note, Mi Pro
2015 januárjában Pekingben jelentették be a vállalat legújabb zászlóshajóit, az Mi Note és az Mi Note Pro okostelefonokat, amelyeket az iPhone 6 riválisának szántak, körülbelül féláron kínálva az Apple termékéhez képest.
Bár az Mi Note hardverei ekkor már több mint egyévesek voltak, az Mi Note Pro eszközben az akkor legújabb technológiák kaptak helyet, mint például a Qualcomm Snapdragon 810 nyolcmagos processzora, az Adreno 360 GPU-ja, 4 GB LPDDR4 RAM és LTE Cat 9. Az Mi Note Pro teljesítménye jelentősen magasabb az Mi Note-énál, energiafogyasztása azonban lényegében azonos vele.

### Egyéb Xiaomi termékek
- Mi Pad (tablet)
- MIUI (operációs rendszer)
- Mi WiFi (hálózati router)
- Mi TV (okostévé-széria)
- Mi Box (set-top box)
- Mi Cloud (felhőalapú tárhelyszolgáltatás)
- Mi Talk (üzenetküldő szolgáltatás)
- Mi PowerBank (hordozható akkumulátor)
- Mi Band 1, 1S(sporthoz és alváshoz használható okoskarkötő)
- Mi Band 2 (sporthoz és alváshoz használható okoskarkötő, második széria)
- Mi Band 3, Mi Band 3NFC
- Mi band 4
- Mi Band 5
- Xiaomi Smart Band 6 / NFC
- Xiaomi Smart Band 7 / NFC / Pro
- Xiaomi Watch / S1 / S1 Active
- Xiaomi Amazfit Pace Sport watch
- Xiaomi Amazfit Stratos sport watch

A Xiaomi termékei saját fejlesztésű MIUI firmware-t használnak.

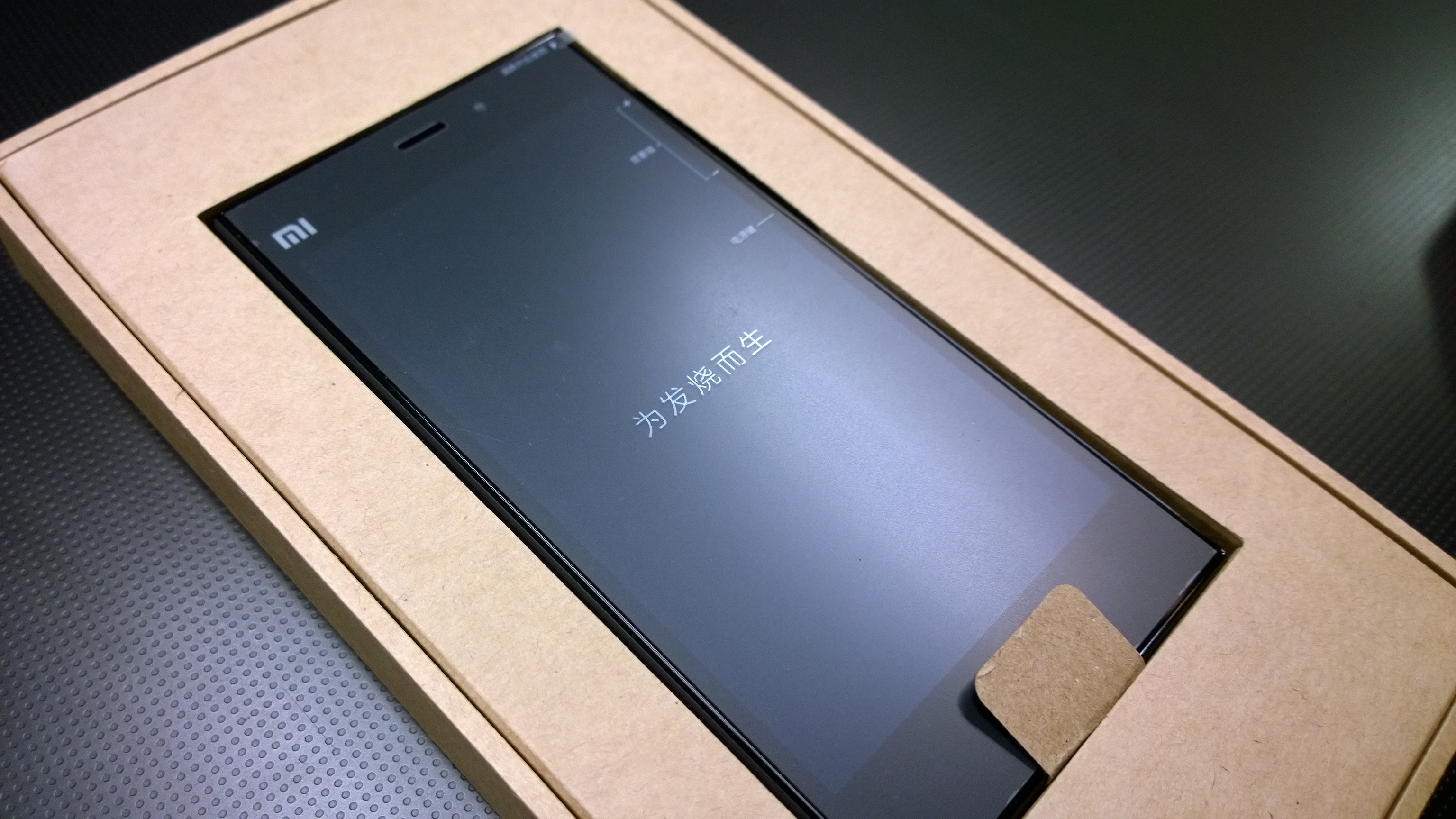
Xiaomi Mi3
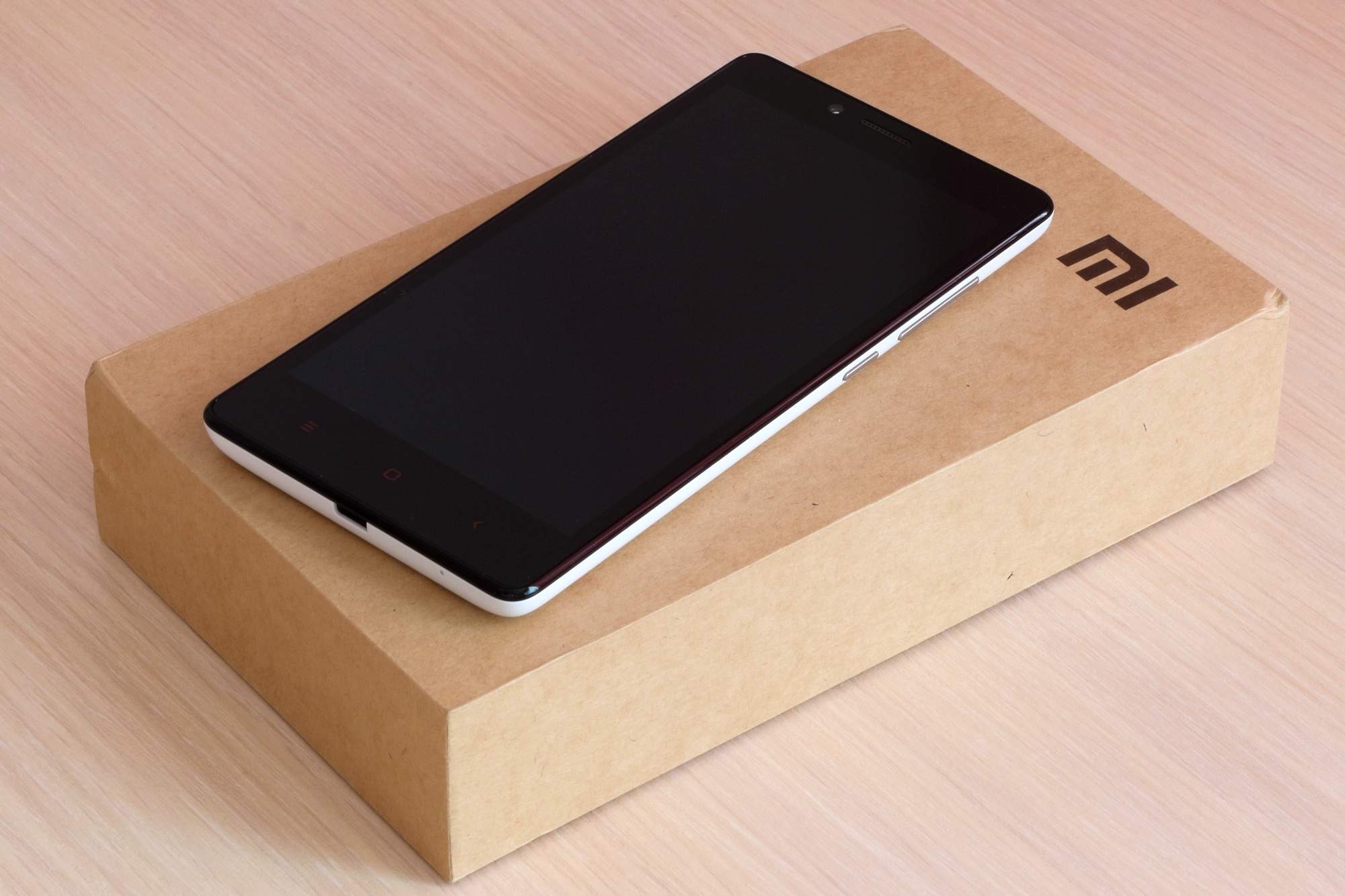
Redmi Note

## Elektromos járművek
2021-ben a Xiaomi bejelentette, hogy 10 milliárd amerikai dollárt fektet be az elektromos járművek gyártásába. 2023 végén a Xiaomi kiadta első elektromos autóját, a Xiaomi SU7-et, és nyilvánosan bejelentette célját, hogy a világ 5 legnagyobb autógyártója közé kerüljön.

## Problémák

### Biztonsági kockázatok
A Xiaomi felhő alapú adattárolási szolgáltatása a Mi Cloud minden adatot a szerverein tárol Kínában. Arról is voltak jelentések, hogy a Xiaomi felhőalapú üzenetküldési szolgáltatása privát információkat küld el a Xiaomi szervereire, mint például a hívásnapló tartalmát, vagy a névjegyeket. Xiaomi később kiadott egy MIUI frissítést, ami opcionálissá tette a felhő alapú üzenetküldést. A Xiaomi szerint ha ez a funkció ki van kapcsolva, akkor nem küldenek privát adatokat a szervereikre.
2014 októberében bejelentette a Xiaomi, hogy Kínán kívül is helyeznek el szervereket a nemzetközi felhasználók számára, arra hivatkozva, hogy így jobb szolgáltatást tudnak nyújtani, és hogy megfeleljenek több országban is előírt szabályozásnak. Ezzel egy időben az Indiai légierő kiadott egy figyelmeztetést a Xiaomi telefonok ellen, mert szerintük a nemzetbiztonsági kockázatot jelentenek, és a telefonok elküldik a felhasználó privát információit egy kínai kormányhoz kötődő ügynökségnek.
A Xiaomi készülékekben a rossznyelvek szerint „backdoor” (=hátsó kapu) található, aminek a segítségével a felhasználó engedélye nélkül lehet alkalmazásokat telepíteni a telefonra. Valójában ez a program a rendszer frissítésére szolgál.

### Amerikai szankciók
2021 januárjában az Egyesült Államok kormánya a Xiaomit „a Kínai Népi Felszabadító Hadsereg tulajdonában vagy ellenőrzése alatt álló” cégnek nevezte meg, és ezáltal megtiltotta minden amerikai vállalatnak vagy magánszemélynek a befektetést. A befektetési tilalmat azonban megakadályozta egy amerikai bírósági ítélet, miután Xiaomi pert indított az Egyesült Államok Columbia Kerületi Bíróságán, a bíróság szkepticizmusát fejezte ki a kormány nemzetbiztonsági aggályait illetően. A Xiaomi tagadta a vádakat katonai kapcsolatairól, és kijelentette, hogy termékei és szolgáltatásai polgári és kereskedelmi célúak. 2021 májusában a Xiaomi megállapodást kötött az amerikai védelmi minisztériummal a cég katonai vonatkozásúnak minősítésének törléséről.

### Cenzúra
2021 szeptemberében a litván honvédelmi minisztérium azt ajánlotta, hogy ne vásároljanak vagy használjanak kínai mobiltelefonokat. A meglévő telefonokat pedig dobják ki, miután a védelmi minisztérium Nemzeti Kiberbiztonsági Központja megállapította, hogy a Xiaomi készülékek beépített cenzúrázási képességekkel rendelkeznek, amelyek távolról is bekapcsolhatók. Az Európában értékesített Xiaomi telefonok beépített képességgel rendelkeznek olyan kifejezések felismerésére és cenzúrázására, mint a "Szabad Tibet", vagy  "Éljen Tajvan függetlensége" vagy  a  "demokrácia mozgalom". Ezt a képességet a Xiaomi csúcsmodelljében, a Mi 10T 5G-ben fedezték fel. A Xiaomi telefon rendszeralkalmazásai, köztük az alapértelmezett internetböngésző által cenzúrázható kifejezések listája 2021 szeptemberében 449 kínai nyelvű kifejezést tartalmazott, és a lista folyamatosan frissül.

## Fordítás
- Ez a szócikk részben vagy egészben  a   Xiaomi című angol Wikipédia-szócikk fordításán alapul.  Az eredeti cikk szerkesztőit annak laptörténete sorolja fel. Ez a jelzés csupán a megfogalmazás eredetét és a szerzői jogokat jelzi, nem szolgál a cikkben szereplő információk forrásmegjelöléseként.